# 英国马来亚防务协定
《英国马来亚防务协定》（英語：Anglo-Malayan Defence Agreement，简称：AMDA），是一项英国与马来亚联合邦的双边条约协议，草案拟定于1957年9月19日。该协定旨在于由英国協同澳大利亚与新西兰为新独立的马来亚提供安全防护。並在马来亚紧急状态和印马对抗時引用該條約介入。 英国与马来亚联邦政府于1957年10月12日正式签署协定。
当马来西亚于1963年成立后，该协定便改名为英国马来西亚防务协定，并于1971年11月1日被五国联防协定所取代。